# Пошук (військова справа)
Пошук — узагальнююча назва дій і заходів, основним результатом яких є виявлення противника або отримання інформації про нього.
У деяких випадках термін пошук у військовій справі може відноситися до процесу виявлення власних військовослужбовців, які потрапили в критичні ситуації (пошуково-рятувальна операція).

## Прикордонні війська
Пошук в прикордонних військах — це заходи по виявленню та затриманню порушників державного кордону.
Для пошуку порушників, організовується пошукова група, яка виконує поставлене завдання шляхом активного опрацювання слідів залишених порушниками, прочісування місцевості, вивчення місцевих предметів, опитування місцевих жителів і наглядом за місцевістю.
Головними способами в пошуку є: переслідування, блокування, оточення. Для ведення пошуку формується бойовий порядок військових сил і засобів, в складі якого організовуються групи прикриття, групи блокування, групи пошуку а також підрозділ авіаційної підтримки (вертольотів) і створюється резерв.